# S-League
La S-League o Telekom S-League, por razones de patrocinio, es la primera división de fútbol de las Islas Salomón. Su organización está a cargo de la Federación de Fútbol de las Islas Salomón.
Cuando el torneo se fundó en 2003, bajo el nombre de Solomon Islands National Club Championship, tenía un sistema de todos contra todos ida y vuelta, que perduraría hasta la temporada 2009/10. A partir de 2011 comenzaron a jugarse dos torneos por año, la S-League y el Championship; que eran cada uno a una sola rueda. Los ganadores de ambos torneos jugaban entre sí un playoff para definir el único clasificado a la Liga de Campeones de la OFC. En 2013 se regresó al sistema original, con el campeón de la temporada siendo el representante del país en el torneo de clubes de Oceanía.
El club más ganador es el Solomon Warriors FC con ocho títulos.

## Equipos participantes 2022-23
| Equipo           | Ciudad       | Estadio             | Capacidad |
| ---------------- | ------------ | ------------------- | --------- |
| Central Coast    | Malaita      | Estadio Lawson Tama | 10 000    |
| Henderson Eels   | Honiara      | Estadio Lawson Tama | 10 000    |
| Honiara City     | Honiara      | Estadio Lawson Tama | 10 000    |
| Isabel United    | Isabel       | Estadio Lawson Tama | 10 000    |
| Kossa            | Honiara      | Estadio Lawson Tama | 10 000    |
| Kula             | Honiara      | Estadio Lawson Tama | 10 000    |
| Laugu United     | Honiara      | Estadio Lawson Tama | 10 000    |
| Marist           | Honiara      | Estadio Lawson Tama | 10 000    |
| Real Kakamora    | Makira-Ulawa | Estadio Lawson Tama | 10 000    |
| Solomon Warriors | Honiara      | Estadio Lawson Tama | 10 000    |
| Southern United  | Honiara      | Estadio Lawson Tama | 10 000    |
| Waneagu United   | Honiara      | Estadio Lawson Tama | 10 000    |

## Palmarés

### Primera División de Islas Salomón
| Año     | Campeón        |
| ------- | -------------- |
| 2000    | Laugu United   |
| 2001    | Koloale        |
| 2002    | Koloale        |
| 2003    | Koloale        |
| 2004    | Central Realas |
| 2005-06 | Marist         |
| 2006-07 | Kossa          |
| 2007-08 | Koloale        |
| 2008-09 | Marist         |
| 2009-10 | Koloale        |

### S-League y Championship
| Competencia       | Campeón          |
| ----------------- | ---------------- |
| S-League 2011     | Koloale          |
| Championship 2011 | Solomon Warriors |
| S-League 2012     | Solomon Warriors |
| Championship 2012 | Solomon Warriors |

### Play-off Liga de Campeones de la OFC
Disputado entre los ganadores de la S-League y del Championship de cada año para definir al clasificado a la Liga de Campeones de la OFC.
- 2011: Koloale FC
- 2012: No se disputó ya que el Solomon Warriors FC ganó ambas competencias.[2]

### S-League
| Competencia | Campeón          |
| ----------- | ---------------- |
| 2012-13     | No se disputó    |
| 2013-14     | Solomon Warriors |
| 2014-15     | Western United   |
| 2015        | Western United   |
| 2016        | Marist           |
| 2017        | Solomon Warriors |
| 2018        | Solomon Warriors |
| 2019        | Solomon Warriors |
| 2020        | Solomon Warriors |
| 2021        | Henderson Eels   |
| 2021-22     | Central Coast    |

## Títulos por equipo
| Equipo           | Títulos   |
| ---------------- | --------- |
| Solomon Warriors | 8 títulos |
| Koloale          | 6 títulos |
| Marist           | 3 títulos |
| Western United   | 2 títulos |
| Laugu United     | 1 título  |
| Central Realas   | 1 título  |
| Kossa            | 1 título  |
| Henderson Eels   | 1 título  |
| Central Coast    | 1 título  |

## Clasificación histórica
- Clasificación histórica desde la instauración de la S-League en la temporada 2010-11, hasta finalizada la temporada 2021-22. Un total de 19 clubes han formado parte de la máxima categoría del fútbol de Islas Salomón.
- En color los equipos que disputan la S-League 2022-23.

| N.º | Club                | Temp. | P.D. | P.G. | P.E. | P.P. | G.F. | G.C. | Dif. | Puntos |
| --- | ------------------- | ----- | ---- | ---- | ---- | ---- | ---- | ---- | ---- | ------ |
| 1   | Solomon Warriors FC | 11    | 177  | 130  | 27   | 20   | 568  | 177  | +391 | 417    |
| 2   | Kossa FC            | 11    | 177  | 75   | 37   | 64   | 402  | 336  | +66  | 262    |
| 3   | Marist FC           | 11    | 170  | 61   | 38   | 62   | 273  | 331  | -58  | 220    |
| 4   | Western United FC   | 8     | 119  | 67   | 14   | 38   | 316  | 193  | +123 | 215    |
| 5   | Malaita Eagles      | 10    | 155  | 53   | 28   | 74   | 261  | 345  | -84  | 187    |
| 6   | Henderson Eels FC   | 5     | 84   | 56   | 12   | 16   | 305  | 96   | +209 | 182    |
| 7   | Real Kakamora FC    | 11    | 177  | 48   | 25   | 104  | 250  | 486  | -236 | 169    |
| 8   | Koloale FC          | 6     | 91   | 41   | 15   | 35   | 198  | 161  | +37  | 138    |
| 9   | FC Isabel United    | 3     | 58   | 29   | 10   | 19   | 131  | 96   | +35  | 97     |
| 10  | Central Coast FC    | 2     | 42   | 26   | 9    | 7    | 82   | 34   | +48  | 87     |
| 11  | Laugu United FC     | 3     | 58   | 20   | 13   | 25   | 96   | 99   | -3   | 73     |
| 12  | Hana FC             | 4     | 59   | 21   | 9    | 29   | 90   | 131  | -41  | 72     |
| 13  | Waneagu United FC   | 1     | 22   | 12   | 8    | 2    | 57   | 19   | +38  | 44     |
| 14  | Honiara City FC     | 2     | 42   | 10   | 14   | 18   | 52   | 73   | -21  | 44     |
| 15  | Southern United FC  | 2     | 42   | 10   | 4    | 28   | 59   | 115  | -56  | 34     |
| 16  | FC Guadalcanal      | 5     | 76   | 9    | 7    | 60   | 67   | 283  | -216 | 34     |
| 17  | X-Beam FC           | 2     | 31   | 7    | 7    | 17   | 57   | 86   | -29  | 28     |
| 18  | West Honiara FC     | 2     | 32   | 1    | 4    | 27   | 27   | 143  | -116 | 7      |
| 19  | Kula FC             | 1     | 22   | 1    | 3    | 18   | 10   | 70   | -60  | 6      |